# Обухов, Александр Афанасьевич
Алекса́ндр Афана́сьевич О́бухов (1 мая 1917 года — 12 января 2009 года) — советский военно-морской деятель, капитан 1-го ранга, Герой Советского Союза (1945).

## Биография

Могила Обухова на Серафимовском кладбище Санкт-Петербурга

Окончил семилетнюю школу, железнодорожную школу фабрично-заводского ученичества, курсы помощников машинистов паровозов.
В 1937 году с 3-го курса автодорожного института по комсомольской путёвке направлен на учёбу в Военно-морское Краснознаменное училище имени М. В. Фрунзе.
После окончания училища участвовал в ряде крупных учений на Балтийском море, участник советско-финской войны (1939—1940).
С начала Великой Отечественной войны до победы сражался на Балтийском флоте, занимая должности командира катера, звена и отряда катеров «МО», контужен 3 июля 1941 года.
Звание Героя Советского Союза с вручением ордена Ленина и медали «Золотая Звезда» (№ 5077) капитан-лейтенанту, командиру звена бронекатеров 2-го дивизиона сторожевых кораблей Охраны водного района Главной базы Краснознамённого Балтийского флота Обухову Александру Афанасьевичу присвоено 6 марта 1945 года за доблесть и мужество, проявленные в 138 морских боях, в том числе в операции по высадке десанта на остров Хийумаа (Даго).
В послевоенные годы А. А. Обухов с отличием окончил Военно-морскую ордена Ленина академию и работал в ней преподавателем.
С 1973 года капитан 1-го ранга А. А. Обухов — в запасе. Жил в городе Ленинграде (с 1991 года — Санкт-Петербург).
Умер 12 января 2009 года. Похоронен в Санкт-Петербурге на Серафимовском кладбище (Коммунистическая площадка).

## Награды и звания
- Медаль «Золотая Звезда» (06.03.1945);
- орден Ленина (06.03.1945);
- два ордена Красного Знамени (03.11.1941; 30.12.1956);
- два ордена Отечественной войны 1-й степени (07.07.1944; 06.04.1985);
- орден Красной Звезды (13.06.1952);
- медаль «За боевые заслуги» (06.11.1947);
- медаль «За оборону Ленинграда».

## Память
- Улица в Саратове[1].
- Первый тральщик проекта 12700 носит имя «Александр Обухов»[2].